# Тер-Степанян, Геворк Исаевич
Геворк Исаевич Тер-Степанян (арм. Գևորգ Իսայի Տեր-Ստեփանյան; 1907—2006) — советский и армянский геомеханик и писатель-фантаст, доктор технических наук, профессор, член-корреспондент Академии наук Армянской ССР (1977), действительный член Академии наук Армении (1996). Член Союза писателей СССР (с 1989).

## Биография
Родился 16 апреля 1907 года в Тифлисе.
С 1926 по 1931 год обучался на строительном факультете Тбилисского государственного политехнического института.
С 1930 по 1931 год на научной работе в Закавказском институте стройматериалов в качестве научного сотрудника и руководителя научной группы. С 1931 по 1944 год на научно-исследовательской работе в Ленинградском институте инженеров водного транспорта в качестве научного сотрудника, одновременно занимался педагогической работой в Ленинградском инженерно-строительном институте где читал курс лекций по механике грунтов. С 1936 по 1939 год работал в Иране, где занимался в Тегеране руководством строительства элеваторов. С 1941 по 1945 год в период Великой Отечественной войны Г. И. Тер-Степанян занимался противооползневой защиты и обеспечением пропуска военных грузов по Закавказской железной дороге.
С 1944 года на научной работе в Институте геофизики и инженерной сейсмологии АН Армянской ССР — АН Армении в должностях: заведующий сектором и отделом инженерной геологии и гидрогеологии, с 1978 по 1994 год — заведующий Лаборатории геомеханики. С 1959 по 1972 год одновременно с научной занимался и педагогической работой в Ереванском государственном университете и в Ереванском политехническом институте в качестве преподавателя и профессора.

### Научно-педагогическая деятельность и вклад в науку
Основная научно-педагогическая деятельность Г. И. Тер-Степаняна была связана с вопросами в области механики грунтов, инженерной геологии и геомеханики, он являлся создателем научной школы по изучению оползневых масс. Г. И. Тер-Степанян являлся — членом бюро и председателем Проблемной комиссии по оползням Научного совета АН СССР по инженерной геологии, ответственным редактором научного сборника АН АрмССР «Проблемы геомеханики» и членом редакционной коллегии научных журналов «Известия АН АрмССР» и «Инженерная геология», а также членом — International Society for Soil Mechanics and Geotechnical Engineering, International Association for Engineering Geology and the Environment и International Society for Rock Mechanics. Г. И. Тер-Степанян читал лекции во многих научных заведениях мира в том числе в таких странах как:  Бельгия, Франция, Польша, Чехословакия, Болгария, Венгрия, Япония, Норвегия и Швеция.
В 1939 году защитил кандидатскую диссертацию, в 1956 году защитил докторскую диссертацию на соискание учёной степени доктор технических наук по теме: «Глубинная ползучесть склонов и методы ее изучения». В 1960 году ему присвоено учёное звание профессор. В 1977 году был избран член-корреспондентом АН АрмССР, в 1996 году — действительным членом НАН Армении. Г. И. Тер-Степаняном было написано более трёхсот научных работ, в том числе десяти монографий и научных статей опубликованы в ведущих научных журналах.
Скончался 4 декабря 2006 года в Ереване.

## Основные труды

### Научные работы
- Глубинная ползучесть склонов и методы ее изучения. - [Б.м.], 1955. - 324 с.
- Инженерные цепные номограммы с прямолинейными шкалами: (Теория, расчет, построение) / Акад. наук Арм. ССР. Ин-т геол. наук. - Ереван : Изд-во Акад. наук Арм. ССР, 1965. - 272 с.
- Геодезические методы изучения динамики оползней. - Москва : Недра, 1972. - 135 с.
- Глубоко расположенные гравитационные деформации горных склонов/ Георгий Тер-Степанян. - Ереван : Изд-во АН АрмССР, 1977. - 32 с.
- Геодезические методы изучения динамики оползней. - 2-е изд., перераб. - Москва : Недра, 1979. - 157 с.
- Современное состояние структурной теории ползучести глин при сдвиге / Георгий Тер-Степанян. - Ереван : Изд-во АН АрмССР, 1981. - 24 с.
- Начало пятеричного периода или техногена : Инж.-геол. анализ / Георгий Тер-Степанян. - Ереван : Изд-во АН АрмССР, 1985. - 100 с.

### Литературные работы
- Разумнее людей : Науч.-фантаст. роман / Георгий Тер-Степанян; [Худож. А. М. Бояджян]. - Ереван : Айастан, 1989. - 221 с.  ISBN 5-540-00424-8[4]